# Калинковичі-Східні
Парк Кали́нковичі-Схíдні (біл. Калі́нкавічы-Усходнія) — колишній пасажирський зупинний пункт Гомельського відділення Білоруської залізниці на неелектрифікованій лінії Гомель — Калинковичі між станціями Голевиці (9,9 км) та Калинковичі (2,7 км). Розташовувався у східній частині міста Калинковичі Калинковицького району Гомельської області.
З 1 грудня 2019 року пасажирське сполучення по зупинному пункту припинено, регіональні поїзди економ-класу прямують без зупинок.